# Floriaduct
Het Floriaduct is een aquaduct in Noord-Holland. Het is in 2001 aangelegd en in gebruik als een busbaan dat onderdeel is van de destijds zogeheten Zuidtangent. Het aquaduct loopt onder de Ringvaart van de Haarlemmermeerpolder door en verbindt Vijfhuizen in Haarlemmermeer met Schalkwijk in Haarlem.
Het Floriaduct werd in juli 2001 geopend. In de Haarlemmermeer ligt het aquaduct dicht bij de Geniedijk en het Fort bij Vijfhuizen die onderdeel zijn van de Stelling van Amsterdam.
Door de tunnel rijden bussen van de R-netlijn 300, met als route: Haarlem - Vijfhuizen - Hoofddorp - Schiphol - Amstelveen - Amsterdam-Zuidoost (Station Bijlmer ArenA). Tevens maakt de bijbehorende nachtbus N30 gebruik van het aquaduct.

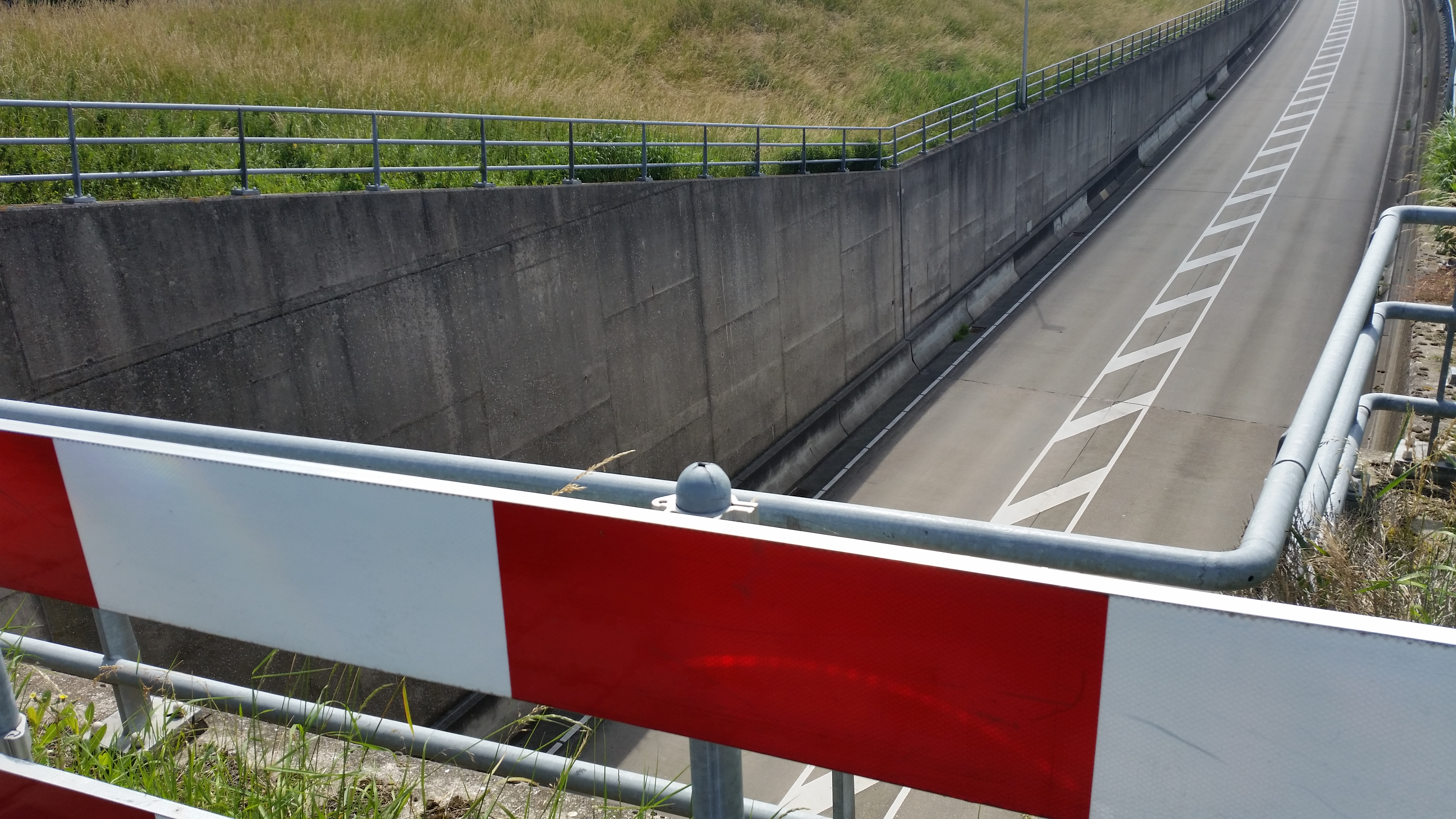
Toerit Floriaduct aan de zijde Haarlemmermeer (juni 2019)